# Johannes Pappus
Johannes Pappus (* 16. Januar 1549 in Lindau; † 13. Juli 1610 in Straßburg) war ein lutherischer Theologe und Konfessionalist.

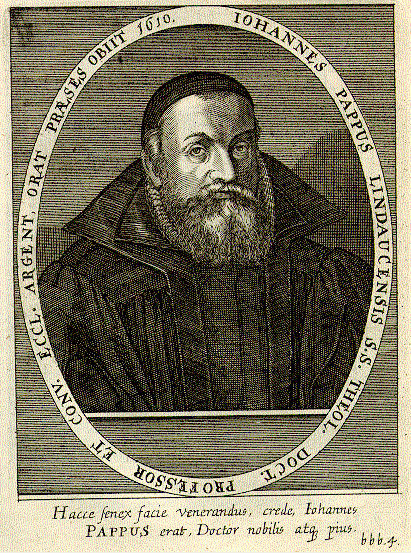
Johannes Pappus, Kupferstich Mitte des 17. Jh.

## Leben
Pappus besuchte ab 1562 das Gymnasium in Straßburg und studierte ab 1564 in Tübingen und Straßburg. Nach kurzer Wirksamkeit als Helfer in Reichenweiher im Oberelsass ging er als Lehrer des Hebräischen wieder nach Straßburg. Dort beeindruckte ihn Matthias Flacius. In Tübingen erwarb er 1573 den theologischen Doktorgrad und wurde 1578 Münsterpfarrer sowie Professor der Theologie an der Akademie in Straßburg. 
Als Herzog Ludwig von Württemberg den Rat von Straßburg aufforderte, die Formula Concordiae anzunehmen, stimmte der Kirchenkonvent wohl zu, der Rat aber zögerte. Um die Schwierigkeiten zu überwinden, hielt Pappus Disputationen über die Frage, ob das Damnamus der christlichen Liebe widerstreite. Ihm widersprach der alte Rektor Johannes Sturm in Streitschriften. Pappus selbst und Lucas Osiander antworteten heftig.
Als der Herzog Genugtuung verlangte, wurde Johannes Sturm vom Rat abgesetzt und die Fortsetzung des Streites verboten. Nach dem Tode von Johannes Marbach wurde Pappus 1581 Präsident des Kirchenkonvents. Unter ihm ist in Straßburg die lutherische Lehre zur alleinigen Geltung gelangt. Dieser Status wurde in der Kirchenordnung von 1598 festgelegt. Pappus lehnte bewusst die Straßburger Theologie, die von Martin Bucer geprägt war, ab und bahnte der Orthodoxie den Weg. So trat er auch 1590 beim Emmendinger Religionsgespräch auf. Dort diskutierte Pappus unter dem Vorsitz von Markgraf Jakob III. mit Johannes Zehender kontrovers über den Kirchenbegriff.

## Werke (Auswahl)
- Defensiones duae, quibus D. Ioannis Sturmii Rectoris Antipappis duobus respondetur, maiori & epitomico de charitate, et condemnatione Christiana, secunda. De libro concordiae, et de confessione ecclesiae Argentinensis, tertia. Gruppenbach, Tübingen 1580. (Digitalisat)
- Disputatio Theologica Prior: De Sacrae Scripturae Autoritate Divina Et Canonica. Rietsch, Straßburg 1605. (Digitalisat)
- Disputatio Theologica Posterior: De Sacrae Scripturae Linguis Et Versionibus. Rietsch, Straßburg 1607. (Digitalisat)
- Disputatio Theologica Tertia et Postrema: De Sacrae Scripturae Tribus Postremis Cardinalibus Quaestionibus: Sufficientia, Interpretatione, Norma item & Judicio. Rietsch, Straßburg 1607. (Digitalisat)
- Epitome Historiæ Ecclesiasticæ. De Conversionibus Gentium, Persecutionibus Ecclesiæ; Hæresibus & Conciliis Oecumenicis. Ex præcipuis Scriptoribus Ecclesiasticis collecta. Swertfeger, Frankfurt am Main/Bremen 1677. (Digitalisat)